# Loreto (Baja California Sur)
Loreto ist eine Stadt im mexikanischen Bundesstaat Baja California Sur mit ca. 12.000 Einwohnern. 
Loreto wurde 1697 von den Jesuiten als Mission gegründet, als erste und somit älteste spanische Siedlung in ganz Kalifornien. Gleichzeitig wurde Loreto die erste Hauptstadt Kaliforniens und blieb es bis 1777, als das im nördlichen Oberkalifornien gelegene Monterey zur Hauptstadt wurde.
Die Missionskirche mit angeschlossenem Missionsmuseum sowie der historische Ortskern sind erhalten und wurden restauriert. Da sich die gesamte Stadt auch nicht wesentlich vergrößert hat, kann man bei einem Besuch Loretos ein authentisches Gefühl der spanischen Kolonialzeit erhalten.
Loreto ist die einzige Stadt im Umkreis von 300 Kilometern, hat aber mit dem Flughafen Loreto einen internationalen Flughafen mit Verbindungen in mehrere mexikanische Städte sowie Flügen unter anderem nach Los Angeles. Um Loreto befinden sich Kakteen-Wüsten, Sandstrände und reiche Fischgründe als touristische Hauptattraktionen.